# Askold (croiseur)
Pour les articles homonymes, voir Askold (homonymie) et HMS Glory.
L’Askold (en russe : Аскольд) est un croiseur protégé de la Marine impériale de Russie. Construit au chantier naval Deutsche Werft, l’Askold a une carrière riche en événements, il prend part à la guerre russo-japonaise de 1904-1905 et à la Première Guerre mondiale. Ce croiseur est l'un des rares navires à posséder cinq cheminées. En 1918, après la Révolution d'Octobre, la Grande-Bretagne s'empare du bâtiment de guerre. Celui-ci navigue dans la Royal Navy sous le nom de HMS Glory IV. En 1921, les autorités anglaises proposent de restituer le navire à l'Union soviétique, l'offre est repoussée et il est démantelé à Hambourg en 1922. Il doit son nom au légendaire prince de Kiev Askold.

## Construction de l’Askold
Dans le cadre du programme de construction de 1898, trois croiseurs sont commandés dans divers chantiers navals à l'étranger : le Varyag, le Bogatyr et l’Askold. Ce dernier fut construit en Allemagne au chantier naval de Deutsche Werft à Kiel. Au XIXe siècle, deux navires de la Marine impériale de Russie portèrent le nom d’Askold : une frégate (1854) et une corvette (1863).
La construction de l'Askold débuta le 8 juillet 1899, son lancement eut lieu le 3 mars 1900 et sa mise en service le 25 janvier 1902.

### Technique

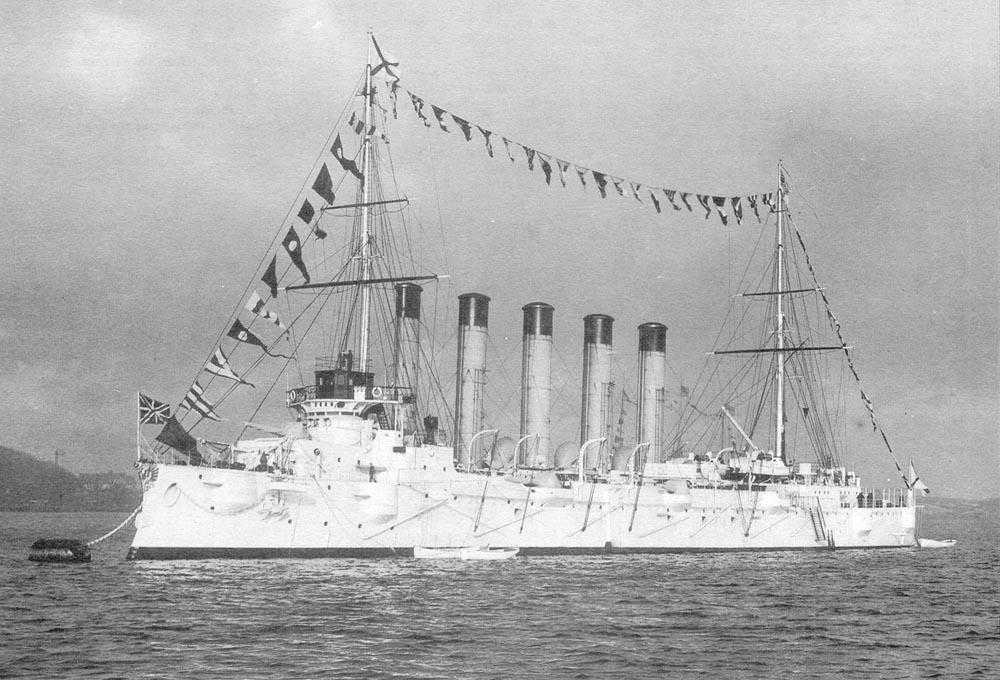
L’Askold en temps de paix (1902).

En 1899, l’Askold était le croiseur le plus rapide de la Marine impériale de Russie, il atteignait la vitesse maximale de 24 nœuds. Son prix était l'un des plus bas de sa catégorie : un million de roubles. En comparaison du Varyag, ce croiseur avait une meilleure protection et son artillerie était mieux répartie, ce qui le rendait également plus fiable. La principale caractéristique de ce croiseur était ses cinq longues et minces cheminées, qui, en raison de leur aspect lui valurent le nom de la part des marins britanniques d’Askold Packet of Woodbine (paquet de Woodbine) en référence à la fameuse marque de cigarettes fines de la Royal Navy, de la marque Woodbine. 

## Historique

### Service dans la Marine impériale de Russie
L’Askold arriva en Russie en 1902 et commença sa carrière dans la flotte de la Baltique en septembre de la même année.

### Guerre russo-japonaise
En 1903, il est transféré en Extrême-Orient. Il intègre en 1904 la 1re escadre du Pacifique. Au début du conflit opposant la Russie au Japon, le croiseur est l'un des navires russes les plus actifs de l'escadre de Port-Arthur. Ce bâtiment de guerre est impliqué dans plusieurs combats navals contre la flotte japonaise. Le 9 février 1904 lors de l'attaque surprise des Japonais, le navire stationné à Port-Arthur participe activement à la défense du port et de la ville. Le 10 février 1904 avec le Novik il engage le combat contre la flotte japonaise  et est endommagé par six tirs ennemis. Quatre marins furent tués, dix autres sont blessés. Le 24 février et le 25 février 1904 le croiseur prend part à de nouvelles batailles. Le 10 août 1904 battant pavillon de l'amiral Reitzenstein, commandant du détachement de croiseurs, il participe à la tentative de rupture du blocus de Port-Arthur. Ce même jour il prend part à la bataille de la mer Jaune, au cours de laquelle il est endommagé par les tirs japonais. Onze marins périssent lors de ce combat naval, quarante-huit sont blessés. Selon les Russes, le croiseur endommage l’Asama et le Yakumo. Le bâtiment de guerre est en mesure de rompre le combat, mais étant donné les dégâts subis pendant l'affrontement il ne peut rallier Vladivostok et ancre dans le port de Shanghai, où il est interné par les autorités chinoises jusqu'à la fin du conflit. Par ce fait il échappe à la bataille de Tsushima des 27 mai et 28 mai 1905.
Au cours de la guerre russo-japonaise, l'amiral Alexandre Koltchak servit à bord du croiseur Askold.

### L'entre-deux guerres
En 1906, l’Askold devint à nouveau navire amiral dans la flottille de Sibérie, et son port d'attache fut Vladivostok.

### Première Guerre mondiale

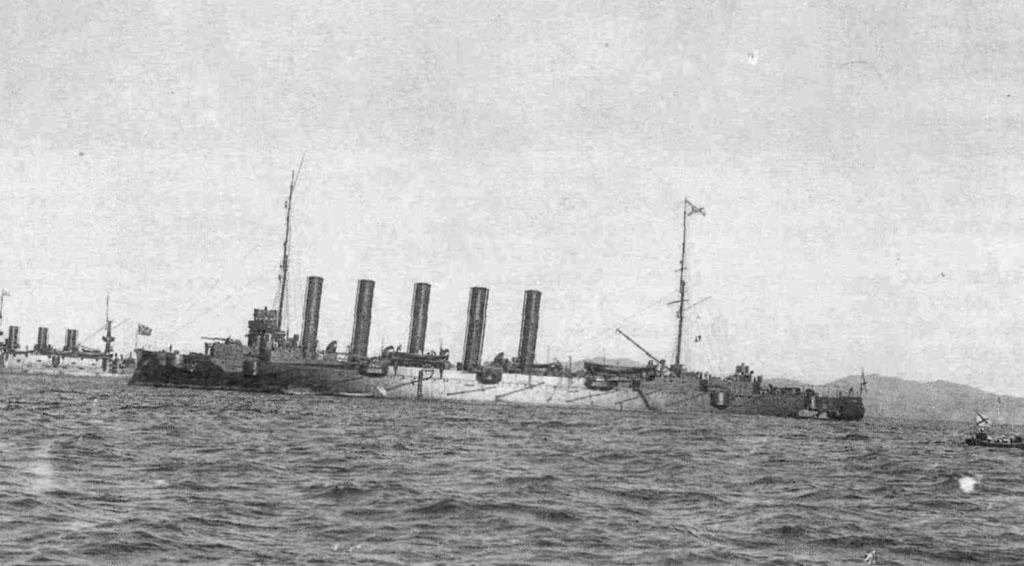
L’Askold à Port-Arthur recouvert d'une nouvelle peinture.

Au déclenchement de la Première Guerre mondiale en août 1914, l’Askold rejoignit l'escadre des forces navales alliées comprenant les navires britanniques : les HMS Minotaur et HMS Yarmouth, les navires japonais Ibuki et Chikuma. Sa principale tâche fut la recherche de l'escadre de la Marine impériale allemande placée sous le commandement de l'amiral Maximilian von Spee naviguant dans le sud du Pacifique.
Transféré en Méditerranée, l’Askold agit avec les forces alliées au large des côtes de la Turquie. En décembre 1914 le croiseur russe coula un navire de transport allemand à Haïfa et deux navires turcs. Au début de l'année 1915 le bâtiment de guerre croisa au large des côtes de la Turquie. Il participa à la bataille des Dardanelles le 19 février 1915, au sein de la flotte alliée et avec de nombreux bâtiments de guerre russes. Les 25 avril et 26 avril 1915 le croiseur soutint de ses canons les troupes de débarquement sur la presqu'île de Gallipoli. En octobre 1915 l’Askold naviguait au large des côtes de Bulgarie. 
De mars à fin 1916 l’Askold subit des réparations majeures dans le port de Toulon en France. Casimir Kietlinski (1875-1918) est nommé commandant du croiseur en septembre 1916. Le 1er septembre 1916 un acte de sabotage se produit à bord[réf. nécessaire], causant d'importants dégâts. Quatre marins sont traduits devant la cour martiale, mais à défaut de preuves de la culpabilité de ces hommes ils sont libérés. Quant à Casimir Kietlinski, il est assassiné dans une rue de Mourmansk le 14 janvier 1918.
Après rénovation en 1916, l’Askold est transféré dans la flotte de l'océan Arctique et subit de nouvelles réparations à Davenport en Grande-Bretagne, en 1917.

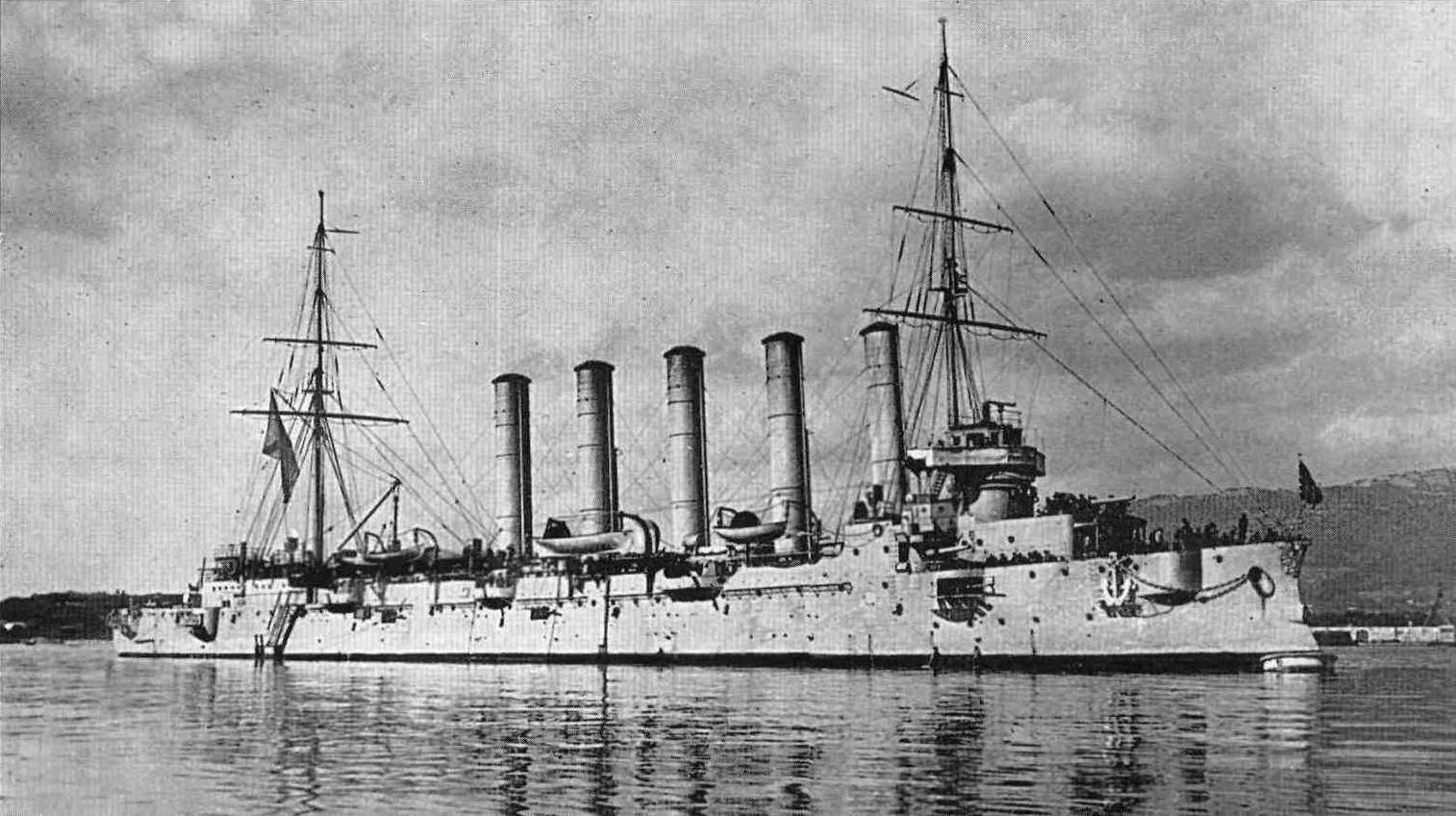
Le croiseur Askold, pendant la Première Guerre mondiale.

#### Carrière dans l'Armée Blanche
Peu de temps après la Révolution de Février 1917 et la cessation des hostilités entre la Russie et l'Allemagne, l’Askold est intégré dans l'Armée Blanche, et combat les Bolcheviks, mais en décembre 1917 il est capturé par les communistes. Le navire sert alors dans la flotte de l'Arctique et est basé à Mourmansk.

#### Carrière dans laRoyal Navy
Les Britanniques s'emparent du croiseur le 14 juillet 1918 dans la péninsule de Kola et l'intégrent dans la Royal Navy sous le nom de HMS Glory IV. Il est utilisé comme caserne à Arkhangelsk. Lors du retrait des troupes britanniques en 1919 le navire était ancré aux îles Shetland. 
En 1922, le HMS Glory IV fut remis aux Soviétiques, mais en raison de son mauvais état technique le croiseur fut vendu comme ferraille à l'Allemagne. Remorqué à Hambourg il est démantelé en 1922.

## En  littérature
L’Askold est l'un des principaux acteurs du roman de Valentin Savvitch Pikul (1928-1990), L'Impasse.